# Густав Шмоллер
Густав фон Шмоллер (нім. Gustav von Schmoller, 24 червня 1838, Гайльбронн, Німеччина — 27 червня 1917, Бад-Гарцбург, Німеччина) — німецький економіст, політик, історик, державний і громадський діяч, провідний представник т. з. нової (молодої) німецької історичної школи в економіці (поряд з А. Вагнером та ін. розробляв теорію державного соціалізму).

## Біографія
Народився 24 червня 1838 року у м. Гайльбронн. На формування особистості молодого Шмоллера помітний вплив мав батько. Густав був знаним професором університетів в Галле (з 1864 року), Страсбурзі (з 1872 року), Берліні (з 1882 року), членом прусської державного ради (з 1884 року), одним із засновників (1872 рік) і представників (з 1890 року) «Союзу соціальної політики».

## Наукова спадщина
Шмоллер вважав, що політекономія як основна суспільна наука включає в себе психологію, соціологію, географію тощо, тому вона має нормативний характер і відкриває можливість етичних оцінок і практичних рекомендацій. Критикуючи марксизм з позиції катедер-соціалізму, Шмоллер захищав активне державне втручання в господарське життя з метою заохочення національної економіки та пом'якшення класових протиріч. Наявність соціальних класів і боротьбу між ними він вважав необхідною умовою суспільного прогресу. Однак мету класової боротьби Шмоллер бачив не в революційному перетворенні суспільства, а в досягненні компромісу між сторонами, які не повинні порушувати загальних етичних норм.
Шмоллеру належить ряд досліджень з соціально-економічної і політичної історії країн Західної Європи. Він піддав різкій критиці самі принципи економічного лібералізму. Шмоллер викривав підміну, укладену в утвердженні лібералів про те, що основним мотивом людської діяльності є егоїзм. Шмоллер чудово показав, що в разі ліберальних економічних теорій ми маємо справу не тільки з окремою наукою — економікою, але і з особливою ідеологією, яку він назвав «економізмом».
Велику популярність Г. Шмоллер отримав і як учасник суперечки про методи (з представником Австрійської школи маржиналізму К. Менгером в 1883-1884 роках. Густав фон Шмоллер відстоював конкретно-історичні методи дослідження і значимість індукції, пріоритет соціального цілого, культури, соціуму над діями окремих людей, в яких незнищенна ціннісне, етичне начало. Він протиставляв усі ці аспекти пріоритету дедукції, принципу методологічного індивідуалізму і ідеї про універсальність людської природи

### Твори
- «Zur Geschichte der deutschen Kleingewerbe im 19 Jahrhundert», Халле, 1870;
- «Über einige Grundfragen des Rechts und der Volkswirtshaft», 2 Aufl., Йена, 1875;
- «Zur Literaturgeschichte der Staats- und Sozialwissenschaften», Лейпциг, 1888;
- «Die soziale Frage», Мюнхен, 1918;
- «Народное хозяйство, наука о народном хозяйстве и её методы», Москва, 1902;
- «Борьба классов и классовое господство», Москва, 1906.